# Tipula (Vestiplex) xingshana
Tipula (Vestiplex) xingshana is een tweevleugelige uit de familie langpootmuggen (Tipulidae). De soort komt voor in het Palearctisch gebied.